# Stephen Bassett
Stephen Bassett é um ciclista profissional estadounidense, nascido a 27 de março de 1995. Actualmente corre para a equipa estadounidense Wildlife Generation p/b Maxxis.

## Palmarés
2014
- Johnson City Omnium, mais 1 etapa

2015
- 1 etapa do Tour de Namur

2016
- 1 etapa do Cascade Cycling Classic

2017
- 1 etapa do Johnson City Omnium

2019
- 1 etapa do Redlands Bicycle Classic
- Joe Martin Stage Race, mais 2 etapas
- 2º no Campeonato dos Estados Unidos em Estrada
- 1 etapa do Tour de Hokkaido

## Equipas
- Team Jamis (2016)
- Silber Pro Cycling (2017-2018)
- First Internet Bank Cycling (01.2019-07.2019)
- Wildlife Generation p/b Maxxis (07.2019-)